# Baldratia halimocnemiis
Baldratia halimocnemiis är en tvåvingeart som beskrevs av Fedotova 1992. Baldratia halimocnemiis ingår i släktet Baldratia och familjen gallmyggor.
Artens utbredningsområde är Kazakstan. Inga underarter finns listade i Catalogue of Life.